# Taeniaptera continentalis
Taeniaptera continentalis är en tvåvingeart som beskrevs av Willi Hennig 1934. Taeniaptera continentalis ingår i släktet Taeniaptera och familjen skridflugor.
Artens utbredningsområde är Guyana. Inga underarter finns listade i Catalogue of Life.